# Meghahatuburu
Meghahatuburu (vermeld in volkstellingen als Meghahatuburu Forest village) is een census town in het district Pashchimi Singhbhum van de Indiase staat Jharkhand. Het ligt vast aan de plaats Kiriburu, dat grotendeels tot de aangrenzende deelstaat Odisha behoort.

## Demografie
Volgens de Indiase volkstelling van 2001 wonen er 6879 mensen in Meghahatuburu Forest village, waarvan 53% mannelijk en 47% vrouwelijk is. De plaats heeft een alfabetiseringsgraad van 74%. 